# Naonobu Fujii
Naonobu Fujii (* 5. Januar 1992 in Ishinomaki; † 10. März 2023) war ein japanischer Volleyballspieler.

## Leben
Naonobu Fujii spielte auf Vereinsebene zunächst für die Juntendo-Universität und später für die Toray Arrows. 2017 absolvierte er sein erstes Länderspiele für die japanische Nationalmannschaft und wurde im gleichen Jahr mit dem Team Asienmeister. 2021 belegte er mit dem japanischen Team bei den Olympischen Sommerspielen in Tokio den siebten Platz. Nachdem Fujii an einer unheilbaren Krebserkrankung gelitten hatte, starb er am 10. März 2023 im Alter von 31 Jahren.